# プティフィーガリ
プティフィーガリ（イタリア語: Putifigari）は、イタリア共和国サルデーニャ自治州サッサリ県にある、人口約700人の基礎自治体（コムーネ）。

## 地理

### 位置・広がり

#### 隣接コムーネ
隣接するコムーネは以下の通り。
- アルゲーロ
- イッティリ
- ウーリ
- ヴィッラノーヴァ・モンテレオーネ